# Carroll O’Connor
John Carroll O’Connor (* 2. August 1924 in New York City; † 21. Juni 2001 in Culver City) war ein US-amerikanischer Schauspieler.

## Leben
Carroll O’Connor wurde am 2. August 1924 in New Yorker Stadtteil Bronx geboren und wuchs in Forest Hills auf. Nach Abschluss der Highschool diente Carroll 1942 als Marinesoldat bei der US Navy und war während des Zweiten Weltkriegs in Europa stationiert. 1946 begann O’Connor ein Englischstudium an der University of Montana. Während dieser Zeit begann er, sich für das Theater zu interessieren. 1951 ging er nach Irland, um dort an der National University of Ireland Theaterwissenschaft zu studieren. Während einer Collegeaufführung wurde Carroll O’Connor entdeckt und danach für das Ensemble des Dublin Gate Theater engagiert.
1954 kehrte er nach New York zurück. Seine Versuche, am Broadway als Schauspieler Fuß zu fassen, scheiterten jedoch. Nach mehreren Off-Broadwayproduktionen wagte O’Connor 1960 den Schritt zum Fernsehen. Bis 1972 spielte er überwiegend Gastrollen in so bekannten Fernsehserien wie Bonanza, Auf der Flucht und Solo für O.N.C.E.L. Während dieser Zeit war O’Connor auch in Filmproduktionen wie Und die Nacht wird schweigen (1961), Cleopatra (1963), Erster Sieg (In Harm’s Way) mit John Wayne und Kirk Douglas in den Hauptrollen (1965), Hawaii (1966), Die Teufelsbrigade (1968), Frank Patch – Deine Stunden sind gezählt (1969) und Stoßtrupp Gold (1970) zu sehen.
1971 erhielt O’Connor die Rolle des Archie Bunker in der amerikanischen Erfolgsserie All in the Family. Dieselbe Rolle verkörperte O’Connor von 1979 bis 1983 auch in dem Spin-off Archie Bunker’s Place. Von 1988 bis 1995 war er als Sheriff Bill Gillespie in der Fernsehserie In der Hitze der Nacht auf Grundlage des gleichnamigen Spielfilms von 1967 zu sehen. Auch sein Adoptivsohn Hugh O’Connor gehörte zur Stammbesetzung der Serie.
Danach trat O’Connor in wiederkehrenden Gastrollen in den Fernsehserien Party of Five (1996) sowie Verrückt nach dir (von 1996 bis 1999) auf. Seine letzten Filmrollen hatte er als Leo Barnes in der Filmkomödie Gideon (1999) neben Christopher Lambert, Charlton Heston und Shirley Jones sowie als Marty O’Reilly in dem Filmdrama Zurück zu dir (2000) neben Minnie Driver und David Duchovny.

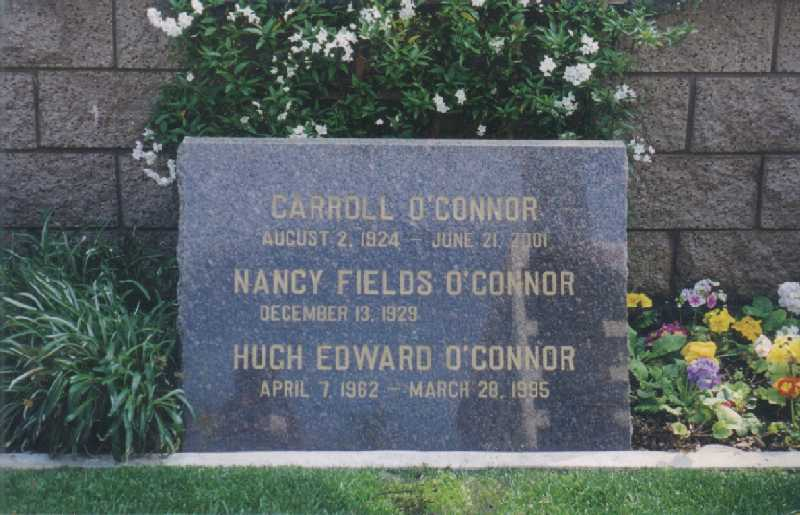
O’Connor Grab auf dem Westwood Village Memorial Park Cemetery

Nach der Selbsttötung seines Adoptivsohns Hugh am 28. März 1995 infolge langen, schweren Drogenmissbrauchs setzte sich O’Connor öffentlich für Antidrogenkampagnen und Drogenaufklärung ein. Im Jahr 1998 erschien seine Autobiographie „I Think I’m Outta Here – A Memoir of All My Families“. Von 1951 bis zu seinem Tod war er mit seiner Frau Nancy verheiratet.
Am 21. Juni 2001 starb Carroll O’Connor an den Folgen eines Herzinfarktes. Er wurde auf dem Westwood Village Memorial Park Cemetery beigesetzt.

## Filmografie (Auswahl)
- 1950: Verurteilt (Convicted)
- 1951: The Whiteheaded Boy (Fernsehfilm)
- 1958: Flucht in Ketten (The Defiant Ones)
- 1961: Und die Nacht wird schweigen (By Love Possessed)
- 1962: Einsam sind die Tapferen (Lonely Are the Brave)
- 1962: Mein bester Freund (Lad: A Dog)
- 1963: Cleopatra
- 1965: Erster Sieg (In Harm’s Way)
- 1966: Hawaii
- 1966: Finger weg von meiner Frau (Not with My Wife, You Don’t!)
- 1967: Wasserloch Nr. 3 (Waterhole No. 3)
- 1968: Die Teufelsbrigade (The Devil’s Brigade)
- 1968: Liebling (For Love of Ivy)
- 1969: Frank Patch – Deine Stunden sind gezählt (Death of a Gunfighter)
- 1970: Stoßtrupp Gold (Kelly’s Heroes)
- 1971–1979: All in the Family (Fernsehserie, 207 Folgen)
- 1978: A Different Approach (Kurzfilm)
- 1979–1983: Archie Bunker’s Place (Fernsehserie, 39 Folgen)
- 1988–1995: In der Hitze der Nacht (In the Heat of the Night, Fernsehserie, 146 Folgen)
- 1996–1999: Verrückt nach dir (Mad About You, Fernsehserie, 4 Folgen)
- 1999: Gideon
- 2000: Zurück zu Dir (Return to Me)

## Auszeichnungen
- 1972, 1977, 1978, 1979: Emmy Awards für seine Rolle als Archie Bunker in der amerikanischen Erfolgsserie All in the Family
- 1971, 1973, 1974, 1975: Emmy-Award-Nominierungen für diese Rolle
- 1989: Emmy Award für seine Rolle als Sheriff Bill Gillespie in der Fernsehserie In der Hitze der Nacht